# Volta a Toledo
La Volta a Toledo és una cursa ciclista per etapes que es disputa per les carreteres de Província de Toledo (Espanya). Té categoria amateur. Creada el 1969, el 2015 va celebrar la 50a edició.

## Palmarès
| Any  | Guanyador                      | Segon                     | Tercer                   |
| ---- | ------------------------------ | ------------------------- | ------------------------ |
| 1966 | Enrique Cifuentes              |                           |                          |
| 1967 | Agustín Tamames                |                           |                          |
| 1968 | Manuel Sánchez                 |                           |                          |
| 1969 | José Antonio Pontón            | Francisco Tomás           | José Moreno Torres       |
| 1970 | Félix González                 |                           |                          |
| 1971 | José Luis Viejo                |                           |                          |
| 1972 | Jacques Marquette              |                           |                          |
| 1973 | Stanisław Szozda               |                           |                          |
| 1974 | Stanisław Szozda               |                           |                          |
| 1975 | Jesús López Carril             |                           |                          |
| 1976 | Bernardo Rey                   |                           |                          |
| 1977 | Anastasio Greciano             |                           |                          |
| 1978 | Ángel Camarillo                |                           |                          |
| 1979 | Ángel Ocaña                    |                           |                          |
| 1980 | Juan José Cubillo              |                           |                          |
| 1981 | Jacques-Gérard Poirot          |                           |                          |
| 1982 | Alexandre Averine              | Ramazan Galaletdinov      | Anatoli Txukànov         |
| 1983 | Eugenio Herranz                | Eduardo González Salvador | Guillermo Arenas         |
| 1984 | José Fernando Pacheco          | Álvaro Fernández          |                          |
| 1985 | Jesús Cruz Martín              | Mauro Ribeiro             | Manuel Carrera           |
| 1986 | José López Carrión             | Clemencio Rodas           |                          |
| 1987 | Gabriel Sabbiao                |                           |                          |
| 1988 | Gonzalo Guirao                 |                           |                          |
| 1989 | Luis Barroso Gómez             | José Luis Otero           |                          |
| 1990 | José Luis de Santos            |                           |                          |
| 1991 | David Plaza                    | Ramón García España       |                          |
| 1992 | Linas Knistautas               | José María Jiménez        | Arvis Piziks             |
| 1993 | Thierry Elissalde              | Ángel Casero              |                          |
| 1994 | Javier Pascual Llorente        | José Luis Rebollo         |                          |
| 1995 | Miguel Ángel Martín Perdiguero | Pablo Lastras             |                          |
| 1996 | Carlos Golbano                 | Isaac Villanueva          | David Cancela            |
| 1997 | Anton Chantyr                  |                           |                          |
| 1998 | David Bernabéu                 |                           |                          |
| 1999 | Juan Antonio Flecha            | David Muñoz               | Claudio Faria            |
| 2000 | Luis Fernando Poyatos          | Daniel Fernández Díaz     | José Manuel Maestre      |
| 2001 | Rubén González De Castro       | Patxi Ugarte              | Julián Fernández Jumela  |
| 2002 | Luis Pasamontes                | Alexander Rotar           | Javier Benítez           |
| 2003 | Daniel Moreno                  | Jorge García Marín        | Rodrigo García Rena      |
| 2004 | Rodrigo García Rena            | Francisco Javier Andújar  | Jesús Pérez Priego       |
| 2005 | Juan Carlos Fernández Mora     | Diego Milán               | Joaquín Sobrino          |
| 2006 | Pablo Hernán Marcos            | Joaquín Novoa             | José Luis Ruiz Cubillo   |
| 2007 | José Vicente Toribio           | Daniel Sesma              | José Luis Ruiz Cubillo   |
| 2008 | Raúl García de Mateos          | Álvaro García Caballero   | Rubén Martínez Hernández |
| 2009 | Carlos Oyarzún                 | José Ángel Rodríguez      | Yannick Marié            |
| 2010 | Thomas Vaubourzeix             | Evaldas Šiškevičius       | Ramūnas Navardauskas     |
| 2011 | Ibon Zugasti                   | Anthony Perez             | Daniel Sánchez Cidoncha  |
| 2012 | Diego Tamayo                   | Rubén Martínez González   | Víctor Martín            |
| 2013 | Edison Bravo                   | Aitor González Prieto     | Sergio Miguez            |
| 2014 | Pedro Merino                   | Antonio Pedrero           | Mikel Bizkarra           |
| 2015 | Mikel Aristi                   | Mikel Iturría             | Roberto Mediero          |
| 2016 | Gonzalo Serrano                | Óscar González de Campo   | Antonio Angulo           |